# Port Loko
Port Loko es la capital del distrito de Port Loko y, desde 2017, de la provincia del noroeste de Sierra Leona. La ciudad tenía una población de 21 961 en el censo de 2004, con una estimación para el año 2016 de aproximadamente 44 900 habitantes [cita requerida]. Port Loko se encuentra aproximadamente a 58 km (36 millas) al noreste de Freetown. El área dentro y alrededor de Port Loko es un importante centro comercial y de extracción de bauxita. La ciudad se encuentra en la carretera principal que une Freetown con la capital de Guinea, Conakry. También se encuentra en la carretera terrestre entre Freetown y su principal aeropuerto, el Aeropuerto Internacional de Lungi, aunque la mayoría de los viajeros completan este viaje a través del tránsito mucho más corto de ferry o helicóptero.
La población de Port Loko es diversa, aunque los Temne son el grupo étnico más numeroso. Aunque el idioma temne se habla al lado, el idioma krio del pueblo criollo de Sierra Leona es el más hablado en la ciudad.
En la ciudad se encuentra ubicado el Port Loko Teacher's College, una de las universidades más antiguas y conocidas de Sierra Leona. Port Loko tiene su propia estación de radio local llamada Radio Bankasoka.
Port Loko tiene su propio club de fútbol profesional llamado Bai Bureh Warriors of Port Loko, que es uno de los clubes de fútbol más antiguos y famosos de Sierra Leona. El club juega actualmente en la Primera División Nacional de Sierra Leona, la segunda liga de fútbol más importante de Sierra Leona.